# José Nazar
José Salomón Nazar Ordóñez (1953. augusztus 7. –) hondurasi válogatott labdarúgókapus, edző.

## Pályafutása

### Klubcsapatban
Pályafutása nagy részét a Pumas UNAH játékosaként töltötte. 1979 és 1980 között az Olimpia, 1980 és 1981 között a Motagua csapatában játszott. 

### A válogatottban
A hondurasi válogatott tagjaként részt vett az 1982-es világbajnokságon.

## Sikerei, díjai
Pumas UNAH
- Hondurasi bajnok (1): 1983–84